# Wan Chai (quartier)
Wan Chai (chinois:灣仔) est un quartier du district de Wan Chai, sur l'île de Hong Kong. Situé à l'est de Central, il constitue une des zones les plus commerçantes et les plus densément construites du territoire. On y trouve des gratte-ciel de bureaux et l'un des bâtiments les plus célèbres de Hong Kong, Hong Kong Convention and Exhibition Centre.
Du fait de la proximité de l'ancien port militaire britannique, le Tamar, Wan Chai a longtemps été vu comme un repère de bars où les marins de passage pouvaient s'enivrer et rencontrer des prostituées, depuis plus de 20 ans principalement thais et philippines. Cette image a été cristallisée dans un roman et son adaptation cinématographique, Le Monde de Suzie Wong, qui retrace la vie d'une prostituée dans ce quartier après la guerre.
Wan Chai est maintenant un quartier actif, culturel et commercial de la ville avec de nombreux magasins de vêtements et des instituts culturels comme Hong Kong Arts Centre, Academy for Performing Arts, Alliance Française, Goethe Institut, Dante Aligheri et British Council. Les loyers y sont d'ailleurs très élevés en raison de la proximité avec Central.

## Œuvres liées
- Le Monde de Suzie Wong (roman, théâtre, cinéma)
- Shenmue II (jeu vidéo)
- Deus Ex (jeu vidéo)